# تئاتر گیلگود
تئاتر گیلگود (انگلیسی: Gielgud Theatre) یک سالن نمایش در لندن، انگلستان است.
این سالن تئاتر که در خیابان شافتزبوری قرار دارد در سال ۱۹۰۶ میلادی تأسیس شده و جزئی از تئاتر وست اند محسوب می‌شود. تئاتر گیلگود دارای ۹۸۶ نفر ظرفیت می‌باشد.